# Ad leones!
«Ad leones!» — новела Ципріана Каміля Норвіда була написана в 1881–1883 роках, згідно з інформацією, отриманою від Юліуша Віктора Гомуліцького на початку 1883 року. Вона вважається однією з найвидатніших новел у польській літературі та одним із найчастіше передруковуваних та перекладених творів Норвіда. Разом з Стигматом і Таємницею лорда Сінгволворта, вона є частиною так званої «Італійської трилогії» Норвіда, групи новел, дія яких відбуваються в Італії. Передрук мав місце в журналі «Химера» (пол. Chimera) в 1901 році, твір також був першим із творів Норвіда, опублікованих видавцем Зеноном Пшесмицьким. Перероблене видання тексту було включено до Вибраних праць Норвіда (том E, Варшава-Краків, 1912). Що стосується композиції, твір характеризується високою компактністю. Оповідач віддалений від подій, часто використовує іронію. У творі спостерігається велике накопичення динамічних, пластичних описів. Проблеми зосереджуються на ролі мистецтва та художника в сучасному світі та їхньому відношенні до реальності капіталізму — подібні проблеми часто обговорювались у літературі «Молодої Польщі», звідси великий інтерес, який тоді мала новела. Твір важко перекладати, це також викликає багато суперечок щодо перекладів.

## Зміст твору

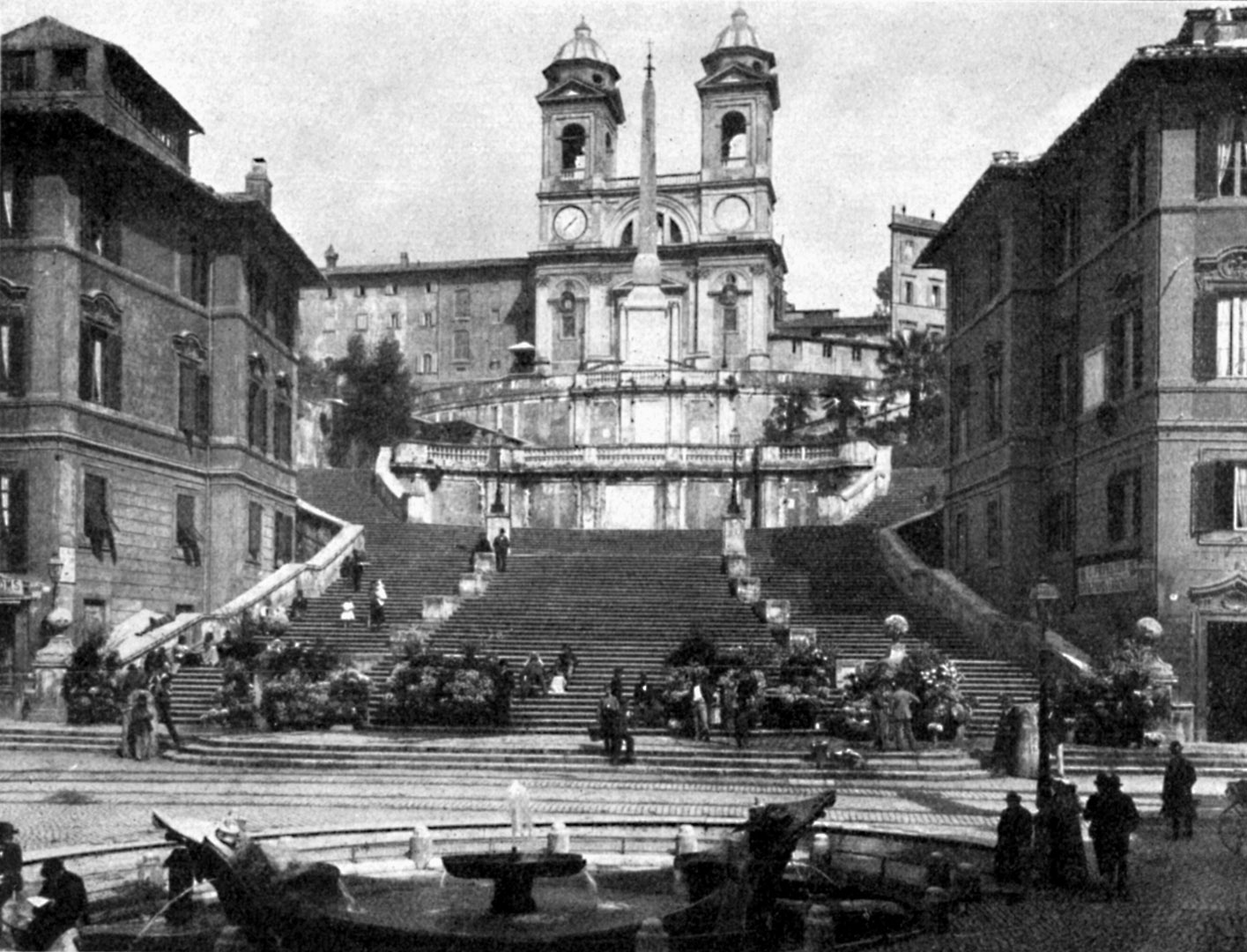
Іспанські сходи на початку 20 століття

Новела розповідає історію скульптора, який працює в Римі, який створює там роботу Christani ad leones [Християни для левів]. Однак під впливом смаків американського багатого покупця він перетворює свою роботу на скульптуру під назвою «Капіталізація».
Оповідач характеризує головного героя дрібними деталями повсякденного життя — він щодня ходить до кафе «Caffé-Greco», має велику і красиву киргизьку хортицю, викликаючи захоплення спостерігачів. У кафе художник зустрічає барвисту компанію інших художників, інтелектуалів та журналістів. Норвід приділяє багато місця яскравим описам кафе-товариства художника — редактора, співака та вихователя — відтіненого м'якою іронією. Головний герой також взаємодіє з моделями та художниками, що збираються на Римських іспанських сходах. Там він добре відомий своїми монументальними скульптурними заходами, на яких передбачається зобразити двох християн переслідуваних імператором Доміціаном, і кинутих через це левам на розтерзання.
Охарактеризувавши головного героя та його середовище та діяльність, новела представляє зустріч оповідача зі скульптором та редактором у кафе. Оповідача запрошує скульптор до своєї майстерні, щоб показати свою ще незакінчену роботу. Покинувши кафе, він зустрічає на іспанських сходах вихователя, від якого дізнається, що запросили не тільки його, а й усіх друзів скульптора. До них приєднається багатий американський кореспондент, запрошений редактором, який виявив бажання придбати твір і відправити його в Америку, якщо той відповідатиме його смакам.
Художник представляє проєкт свого твору глядачам у своїй захаращеній майстерні. Скульптура викликає ентузіазм глядачів, хоча вони ще не здатні осягнути цілого задуму на цьому етапі. Коли ентузіазм стихає, редактор зауважує, що для завершення роботи потрібно все більше фінансових ресурсів. Він каже, що через безліч релігій в Америці, запрошеному потенційному покупцеві може не сподобатися те, що елементом скульптури є хрест — "Чому цей мертвий знак, відчуття якого все-таки проливається? І за присутність якого покупець (скажімо, такий, що стосується -      мозаїчної релігії) не зможе поставити у власний будинок у парку перед будинком і відмовиться від покупки. . . " . Оповідач відповідає, що це зіпсує важкоздатну композицію скульптури, на що редактор вигукує, що це лише на одну складність менше, а потім заберає хрест із рук християнина на ній. Замість хреста скульптура повинна містити ключі, і вихователь додає, що насправді скульптура не є портретом конкретних мучеників, тому вона не обов'язково представляє християн, кинутих левам, а алегорично розуміє жертви та боротьбу.
Після цих слів до майстерні скульптора зайшов американський кореспондент, невисокий, ретельно і чисто одягнений, із виробами із золота та дорогоцінних каменів. Він привітав редактора та художника, водночас вимагаючи відверто детального обговорення значення скульптури. Редактор пояснює це як подання енергії дії, що починається з роботи. Американець припускає, що жінка, яка тримає ключ, представляє економіку, і бере лежачого лева за скриньку, висловлюючи бажання, щоб були присутні сільськогосподарські та ремісничі інструменти. Скульптор беззастережно малює знак серпа на стовбурі, а американець хвалить твір як доступне і чітке зображення «капіталізації». Вважаючи роботу успішною, він продиктував редактору текст договору зі скульптором: "Ісаак Едгар Мідлебанк-молодший у вшанованому Скульпторі *** наказує групі представити Капіталізацію, яка повинна бути зроблена з білого мармуру, без плям і неточностей, зроблені — і не набагато дорожче його $ 13 000 ", до чого редактор додав: " Скульптор *** зобов'язується створити групу (капіталізацію) з білого мармуру, по можливості без плям і неточностей — зі своїми 73 000 лірами, що не перевищує багато, і на замовлення шанованого Ісаака Едгара Мідлбанка (молодшого) тощо, тощо ". Тоді кореспондент вимагає додати до тексту договору відсутні дати, похвалив красу сучки художника, попрощався і пішов.
Закінчується новела описом душевного стану оповідача — "моє серце було опухле і важке, я відчував принижений дух … вітерець або стогін, настрій Йова бурмотів мені на вухо: "Так що все, на цьому справедливо проклятий світ, все, що походить від натхненної думки, повиненно бути продано тут за 6 доларів! … (30 срібняків!) "". Оповідач, який пообіцяв собі не коментувати ситуацію в думках, тим не менше звернувся до редактора із зауваженням, що скульптура християн, кинутих левам, дуже далека від «капіталізації». Редактор відповів, що у своїй професії він робить те саме з думками та почуттями щодня, «редагування — це зменшення» — що оповідач в кінці твору прокоментував словами «це як совість — це совість».

## Інтерпретації
На твір, мабуть, вплинуло враження, яке склалося у Норвіда при відвідуванні Паризького салону в 1881 році. Тоді мистецтво, представлене в Салоні, було суворо адаптоване до смаків буржуазії та вимог академічного живопису; відомим прикладом протидії йому є живопис імпресіоністів. Норвіда турбувало позбавлення вищих ідей та розбещення мистецтва свого часу, залежність мистецтва від грошей. Виразом цього враження є новела «Ad leones!», в якій сюжет присвячений викладу механізму цієї залежності за допомогою параболи. Однак конкретна вимова твору викликає питання.
Значна кількість критиків вважає сучасне суспільство та самого художника винуватцями перетворення скульптури в «капіталізацію». До них належать Міріам, Конрад Горський (Ad leones (Спроба аналізу), в: З історії та теорії літератури, Варшава, 1962), Юліуш Віктор Гомуліцький та Яцек Трнадель. Однак Казімєж Вика вважає, що новела не має на меті представити індивідуальну провину митця, а скоріше описати необхідність епохи, а пасивність художника є іронічною. Однак, на думку Зофії Стефановської, новела показує подвоєну ситуацію художника в сучасному світі — з одного боку, необхідний конфлікт із громадськістю, а з іншого — необхідність фінансування мистецтва з боку публіки.
Міріам першою представила інтерпретацію, яка стикається з художником та суспільством. Новела мала особливе значення для його інтерпретації всього твору Норвіда, а також для всієї його естетичної літературної критики — про це свідчить той факт, що твір з'явився в першому випуску «Химери» і що це був перший твір Норвіда опублікуваний в Міріам. У тому ж номері «Химери» була опублікована програмна стаття Міріам «Los geniuszów». «Ad Leones!» можна інтерпретувати як роботу Норвіда, в якій найбільш чітко розкрита проблема конфлікту між художником та сучасним суспільством. Міріам виміряла головного героя новели мірою молодого польського ідеалу «циганського» художника, що конфліктує зі світом «філістерів». Водночас анонсований Міріам роман, разом із оголошенням про відкриття «забутого генія», був у першому випуску «Химери» своєрідним доповненням до ідеалізованої біографії Норвіда — Норвіда, «забутого генія», «проклятий поет» був різко протиставлений Міріам художнику-герою новели. Життя Норвіда закінчується посмертним тріумфом забутого, але безкомпромісного творця — життя художника з «Ad Leones !!» воно закінчується зрадою ідеалу. Таким чином, Міріама називає Норвід тим, хто стає «Богом», художник повісті тим, хто «піднімається в польоти трохи нижче» і стає «Богом». Зрештою, Міріам інтерпретувала новелу як історію про моральний занепад художника.
Це розуміння «Ad leones!» переважало з часів коментарів Міріам до Збірників Норвіда. Однак це почало викликати занепокоєння у критиків, оскільки воно було занадто тісно пов'язане з естетизмом «Молодої Польщі», що спричинило дискусію, яка триває донині. Художня та моральна поразка, яка полягала у перетворенні скульптури «Християни для левів» у Капіталізацію, зазнала, на думку критиків, не тільки сам скульптор, але й лицемірний редактор і все оточення скульптора — роль оточення скульптора особливо наголошував Конрад Горський. Казімєж Вика був особливо різким проти всіх цих усталених інтерпретацій. За словами Вики, скульптор морально перевершує оточення — його пасивність у перетворенні твору є актом «досконалого іроніста, який, мабуть, визнаючи правоту, доводить свою перевагу» якщо «лише таким чином він може перемогти як іроніст». Водночас Вика висловлює сумніви щодо того, чи достатньо чітко Норвід представив мотивації скульптора.

## Виноски
1. ↑  Kazimierz Wyka, Cyprian Norwid. Poeta i sztukmistrz, Kraków 1948, s. 51